# 牛驼镇
牛驼镇是中华人民共和国河北省固安县的一个镇，位于县境南端。总面积90.2平方公里，下辖61个村街，人口6.4万。
牛驼镇镇政府驻牛驼六村。京九铁路、106国道从境内通过。有辽代古迹王龙村陀罗尼经幢。